# Hymnody
Hymnody de Robert Gerhard és una obra de música clàssica contemporània de l'any 1963, la qual va ser un encàrrec de la BBC. Aquesta va ser escrita durant el febrer i el març del 1963.

## Nota del compositor
Hom reprodueix una nota del compositor: 
| «                | El meu cap estava ple de salms durant el treball en aquesta peça. Em sento emocionat, de vegades agonitzat, per la paraula del salmista, però no puc dir que en cap moment vaig ser conscient de cap correspondència directa entre una imatge musical i una imatge poètica en particular. Si, malgrat això, he citat dos versos del Llibre dels Salms, un a la primera pàgina de la partitura i un a l'última, no ha estat per relacionar-los específicament amb el context musical, sinó per indicar-los. simbòlicament un clima imaginatiu i, sobretot, per testificar la naturalesa de la implicació que em va fer escriure aquesta obra. | » |
| — Robert Gerhard | |   |

La primera citació prové del Salm 22, vers 12: "... els bous forts de Cashan m'han embolicat;" la segona del Salm 88, vers 12: "Les vostres meravelles seran conegudes a les fosques?"

## Instruments i orquestració
Aquesta obra va ser escrita en nou seccions fortament contrastades, tocades sense descans, i per a la següent instrumentació
Orquestració: flauta, oboè, clarinet, trompa, trompeta, trombó, tuba, 2 perc (4 sus cym, cym (large), BD (petit, med, gran), 2 tam (med, large), sus ant cym, glock, mbaphone, vib, temp blk coreà, 3 tom xinès, claves, w blk, tom (petit), timp, xylorimba, bongo, tamb, xylo, vib), 2 pn
Flauta, oboè, clarinet, hn, trompeta, trombó, tuba, percussió, vibràfon, temp blk coreà, 3 toms xinesos, clave, timp, xylorimba, bongo, tamb, xylo.

## Estrena i crítica
Hymnody, per encàrrec de la BBC, va ser escrit durant el febrer-març del 1963 i s'estrenà al Thursday Invitation Concert el 23 de maig del mateix any per membres del London Virtuoso Ensemble dirigit per Jacques-Louis Monod.
| «                 | Una obra distingida i sovint poèticament bella ... La rica i exacta imaginació harmònica del senyor Gerhard va fer una impressió especialment potent. | » |
| — Daily Telegraph | |   |